# Wolfgang Dittrich (Bibliothekar)
Wolfgang Dittrich (* 23. Mai 1938 in Breslau) ist ein deutscher Bibliothekar, ehemaliger Direktor der Niedersächsischen Landesbibliothek und Vorsitzender des Vereins Deutscher Bibliothekare.

## Leben
Geboren 1938 in Breslau, besuchte Wolfgang Dittrich die Grund- und Oberschule in Grevesmühlen in Mecklenburg, übersiedelte 1956 nach Berlin und studierte von 1958 bis 1966 Geschichte und Germanistik an der Freien Universität Berlin und an der Universität Bonn. 1967 trat er in den Bibliotheksdienst ein, anfangs an der Staatsbibliothek zu Berlin der Stiftung Preußischer Kulturbesitz. 1971 wurde er zum Dr. phil. promoviert.
Ab 1979 wirkte Dittrich als stellvertretender Leiter der Herzog August Bibliothek in Wolfenbüttel als Mitarbeiter von Paul Raabe und Leiter des Bibliotheksbereichs, bevor er von 1986 bis 2002 die Leitung der Niedersächsischen Landesbibliothek in Hannover übernahm.
In den 16 Jahren seiner Amtszeit in Hannover vollendete Wolfgang Dittrich gemeinsam mit seinen Stellvertretern Hinrich Vollers und Eberhard Bartsch „unter anderem den Ausbau der sechs geistes- und sozialwissenschaftlichen Fachbereichsbibliotheken der Universität Hannover,“ stattete die Landesbibliothek umfassend mit der EDV des seinerzeitigen Technikstandes aus und integrierte die Datensätze und ihre Verfügbarkeit „in das niedersächsische Verbund-System“. Parallel dazu vergrößerte Dittrich die Bibliotheksbestände um eine halbe Million Einheiten, während sich zugleich das Ausleih-Volumen vervielfachte. In seiner Amtszeit als Direktor der Niedersächsischen Landesbibliothek initiierte Wolfgang Dittrich zahlreiche Ausstellungen und Vortragsveranstaltungen und präsentierte Inhalte des Leibniz-Archives, einer Sonderabteilung des Hauses.
Wolfgang Dittrich war Vorstandsmitglied des Landesverbandes Niedersachsen des Deutschen Bibliotheksverbandes, er gehörte dem Niedersächsischen Beirat für Bibliotheksangelegenheiten an und wurde 1999–2001 zum 1. Vorsitzenden des Vereins deutscher Bibliothekare (VDB) gewählt. Er leitete viele Jahre lang die Arbeitsgemeinschaft der Regionalbibliotheken und wirkte neun Jahre lang in der DBI-Kommission für „Handschriften und das alte Buch“ mit. Außerdem war er Mitglied in einer Reihe von literarischen Gesellschaften.
Wolfgang Dittrich wurde für seinen Humor und „seine kommunikative Art“ geschätzt. Der Büchersammler aus Leidenschaft ist Mitglied der hannoverschen Freimaurerloge Die Ceder und archivierte „einen bedeutenden Bestand an freimaurerischer Literatur in der Landesbibliothek“.

## Schriften (Auswahl)
- Erzähler und Leser in C. M. Wielands Versepik. Berlin 1974. (235 S.) [zugleich: Berlin, Freie Universität, Fachbereich Germanistik, Dissertation vom 6. Mai 1971]
- Probleme der Ordnung und Schlüsselung biographischer Literatur in Sachkatalogen. Hausarbeit, dem Bibliothekar-Lehrinstitut des Landes Nordrhein-Westfalen zur Prüfung für den Höheren Dienst an wissenschaftlichen Bibliotheken im Herbst 1969 vorgelegt. - [Typoskript]. Köln, 1969 (V, 57 S.)
- Die Regionalbibliotheken heute und morgen. In: 77. Deutscher Bibliothekartag in Augsburg 1987. Reden und Vorträge. Frankfurt am Main 1988 (Zeitschrift für Bibliothekswesen und Bibliographie, Sonderh. 46), S. 71–84.
- Kulturelle Außenarbeit – Sinn und Möglichkeiten in Bibliotheken. In: Bibliotheken mit regionalen Funktionen. Standortbestimmung und Entwicklungschancen. Reden und Kolloquium aus Anlaß der Verabschiedung von Dr. Gerhard Römer am 20. und 21. September 1993, Red.: Rüdiger Schmidt. Karlsruhe 1994 (Vorträge / Badische Landesbibliothek 40), S. 67–83.
- Bibliotheken mit Pflichtexemplar in Deutschland, hrsg. von der Kommission des DBI für Benutzung und Information und der Konferenz der Zentralkataloge, zusammengestellt von Wolfgang Dittrich. Berlin: Deutsches Bibliotheksinstitut, 1995. (97 S.) ISBN 3-87068-478-X
- Aufgaben und Bedeutung von Regionalbibliotheken in der heutigen Zeit. In: De officio bibliothecarii. Beiträge zur Bibliothekspraxis. Hans Limburg zum 65. Geburtstag gewidmet. Hrsg. von Gernot Gabel u. a. Köln 1998, S. 100–115.
- Aspekte der Lessing-Rezeption in der deutschen Freimaurerei. In: Quatuor Coronati. Jahrbuch für Freimaurerforschung 41 (2004), S. 149–168.
- Der „Verein deutscher Freimaurer“, Ziele, Tendenzen, Entwicklungen. In: Quatuor Coronati. Jahrbuch für Freimaurerforschung 42 (2005),  S. 51–65.
- Die deutsche Freimaurerei und der Erste Weltkrieg. In: Quatuor Coronati : Jahrbuch für Freimaurerforschung 44 (2007), S. 57–75.
- Freimaurer - Geheimbund oder Ethikschule?. Geschichte und heutiges Wirken der Freimaurer in Hannover. Begleitband zu einer Ausstellung im Historischen Museum Hannover 5. September 2012 – 6. Januar 2013. Hrsg. von Siegfried Schildmacher. [Textred. Wolfgang Dittrich]. Hannover: Gottfried-Wilhelm-Leibniz-Bibliothek 2012. ´(103 S. : zahlr. Ill., graph. Darst.) ISBN 978-3-943922-01-1
- Wilhelm-Raabe-Bibliographie. Jährlich in: Jahrbuch der Raabe-Gesellschaft 1987–2015.

Außerdem zahlreiche Aufsätze in Freimaurer-Zeitschriften.